# Chữ Duy Ngô Nhĩ cổ
Bảng chữ cái Duy Ngô Nhĩ cổ là bộ chữ dùng để viết tiếng Duy Ngô Nhĩ cổ, một biến thể của tiếng Turk cổ được nói ở Turpan (Turfan) và Cam Túc, là tổ tiên của tiếng Tây Yugur hiện đại.
Thuật ngữ "Old Uyghur" được sử dụng cho bảng chữ cái này là sai lệch vì Vương quốc Qocho, vương quốc Tochari của người Uyghur được tạo ra vào năm 843, ban đầu sử dụng bảng chữ cái Turk cổ. Người Uyghur đã thông qua kịch bản này từ người dân địa phương khi họ di cư vào Turfan sau năm 840 . Đó là bản chuyển thể của bảng chữ cái Aram được sử dụng cho các văn bản có nội dung Phật giáo, Mani giáo và Kitô giáo trong cỡ 700 - 800 năm ở Turpan. Các bản thảo được biết đến cuối cùng có niên đại từ thế kỷ 18. Đây là nguyên mẫu cho chữ Mông Cổ và chữ Mãn. Bảng chữ cái Uyghur cổ được Tata-tonga đưa đến Mông Cổ.
Chữ Uyghur cổ được sử dụng từ thế kỷ thứ 8 đến thế kỷ 17 chủ yếu ở Lòng chảo Tarim ở Trung Á, nay ở Khu tự trị Tân Cương Trung Quốc. Nó là một bảng chữ cái chữ thảo với các tính năng của một abjad và được viết theo chiều dọc. Chữ phát triển mạnh mẽ trong suốt thế kỷ 15 ở Trung Á và một phần của Iran, nhưng cuối cùng nó đã được thay thế bằng chữ Ả Rập vào thế kỷ 16. Nó có được sử dụng tiếp tục ở Cam Túc trong suốt thế kỷ 17.
Giống như bảng chữ cái Sogdia (về mặt kỹ thuật là một abjad), chữ Uyghur cổ có xu hướng sử dụng matres lectionis cho các nguyên âm dài cũng như cho các nguyên âm ngắn. (Cách thực hành này cũng được sử dụng ở một mức độ nào đó trong tiếng Hebrew hiện đại của Israel, nơi nó được gọi là ktiv hasar niqqud, có nghĩa là đánh vần đầy đủ.) Việc thực hành để lại các nguyên âm ngắn không được trình bày gần như đã bị bỏ hoàn toàn . Do đó, trong khi cùng xuất phát từ một abjad Semitic, chữ Uyghur cổ có thể nói là phần lớn được "bảng chữ cái hóa" (alphabetized).